# Lola Olufemi
Lola Olufemi (1996) és una escriptora britànica. És organitzadora de la London Feminist Library i els seus escrits s'han publicat en moltes revistes i diaris nacionals i internacionals. És autora de Experiments in Imagining Otherwise and Feminism, Interrupted: Disrupting Power, i coeditora d' A FLY Girl's Guide to University: Being a Woman of Color at Cambridge and Other Institutions of Power and Elitism.

## Primera vida i educació
Olufemi va néixer i va créixer a Londres, la seva casa familiar es trobava a Edmonton. Va assistir a l'Enfield County School i va estudiar anglès al Selwyn College, Cambridge. Va ser l'oficial de dones de la Unió d'Estudiants de la Universitat de Cambridge i una de les facilitadores de FLY, la xarxa de la universitat per a dones i persones de color no binàries.
Actualment, està investigant per a un doctorat, amb una beca de doctorat col·laborativa TECHNE AHRC amb la Universitat de Westminster i la Fundació Stuart Hall.

## Obra

### Obra escrita i conversada
Olufemi ha escrit i parlat sobre una varietat de temes que inclouen: art i cultura; feminisme, gènere i sexisme (inclosos els moviments Vaga de dones i Time's Up); igualtat alimentària; justícia climàtica i raça; raça i racisme, inclosos els arxius de l'activisme radical britànic negre; i qüestions d'educació superior, inclosa la justícia institucional i l'assetjament sexual a les universitats, i les pràctiques de descolonització a l'educació superior per les quals va ser atacada amb un "viciós i enganyós assetjament sexista i racista" per part de la premsa de la dreta britànica.
El poeta Jay Bernard va entrevistar a Olufemi per a Housmans Bookshop, i la parella va discutir "l'ethos internacionalista dels moviments feministes negres dels anys 70 i 80", connectant lluites feministes com les protestes contra la violència sexual amb l'oposició al colonialisme dels colons.
Olufemi amb Che Gossett i Sarah Shin van organitzar un programa d'un mes de xerrades i esdeveniments sota el títol "La revolució no és un esdeveniment puntual" l'estiu del 2020. L'acte de llançament, organitzat per Silver Press el 9 de juny de 2020, va prendre la forma d'una recaptació de fons per a l'alliberament dels negres. La recaptació de fons va ser organitzada per Akwugo Emejulu i va comptar amb Che Gossett, Helena Rubinstein, Ru Kaur, Olufemi i Amrit Wilson en conversa.

### Art
Olufemi és membre de "bare minimum", un col·lectiu interdisciplinari i antitreball. La Tate Modern li ha encarregat la realització d'un taller feminista com a part d'un esdeveniment de la Biblioteca Feminista.

### Influències
Olufemi cita diversos pensadors i col·lectius feministes, trans-inclusivs, i feministes negres que l'han influït, en entrevistes i en els seus escrits, com ara: Angela Davis, Ann Oakley, Assata Shakur, Audre Lorde, el Brixton Black. Women's Group, British Black Panthers, Claudia Jones, el Combahee River Collective, Gail Lewis, els Grunwick Strikers, Judith Butler, Kate Millett, Liz Obi, Olive Morris, OWAAD, Saidya Hartman, Stella Dadzie, Shulamith Firestone, Silvia Federici, Selma James, els Young Lords i Sylvia Wynter.